# Ploča Halmahera
Ploča Halmahera je nedavno (1990-ih) postulirana mikroploča unutar zone sudara Molučkog mora u istočnoj Indoneziji.

## Regionalna tektonika
Tektonsko okruženje regije Molučkog mora je jedinstveno. To je jedini globalni primjer aktivnog sudara dvaju lukova gdje se oba luka subduciraju i tonu u dno oceanskog bazena. Na ploču Molučkih mora su nasjele mikroploče Halmahera i Sangihe. Cijela ova složena struktura je poznata kao Zona sudara Molučkog mora.
Geolozi se još ne slažu u potpunosti s postojanjem Halmahere kao tektonske ploče odvojene od ploče Molučkih mora. Neki vide Halmaheru kao istočni dio ploče Molučkog mora, baš kao što smatraju Sangihe zapadnim dijelom te ploče. Ono što je očito do danas je da je ploča Halmahera bila dio ploče Molučkog mora potopljene tijekom neogena između 45 Ma i 25 Ma.
Seizmički podaci pokazuje da Halmahera na istoku doseže dubinu od oko 400 km. Seizmička tomografija pokazuje da Halmahera ide dublje do najmanje 400 km. I Sangihe i Halmahera su izloženi površini, dok je ploča Molučkog mora u potpunosti potopljena ispod ove dvije mikroploče. Južna granica Molučke morske ploče također je granica Filipinske ploče i Australske ploče, a pomiče se prema sjeveru. Budući da su ploča Sangihe i ploča Halmahera u kontinuitetu s Morskom pločom Molucca, to implicira da se sve tri ploče kreću prema sjeveru u plaštu s Australskom pločom.
Široka zona velike brzine ispod ploče Ptičje glave na 400–600 km dubine, po tumačenju R Hall i W Spakman, ukazuje na ostatke ploče potopljene ispod ploče Halmahera i drugu široku zonu velike brzine ispod Celebeskog mora na 700–1000 km dubine tumači se kao zaostala ploča ispod Sangihe ploče, a oba ostatka potječu od ploče potopljene ispod luka Filipini-Halmahera prije 45 do 25 Ma.
U ovom modelu, ploče Ptičje glava i Halmahera odvojene su Sorongovim rasjedom, glavnim bočnim rasjedom istok-zapad.
Raniji model smatrao je to područje lukom Halmahera, vulkanskim lukom otoka bez temelja tektonske ploče. Novije studije iz 1990-ih i kasnije, istisnule su ovu teoriju teorijom ploče Halmahera.